# Bernhard Rehfeldt
Bernhard Rehfeldt (* 29. September 1902 in Schneidemühl; † 20. Oktober 1968 in Köln) war ein deutscher Rechtswissenschaftler und Hochschullehrer.

## Leben
Rehfeldt erlangte 1922 das Abitur am humanistischen Gymnasium in Krefeld. Anschließend studierte er Rechtswissenschaften an den Hochschulen in Köln und Kiel. Er war seit 1933 Förderndes Mitglied der SS und Mitglied im NSRB, am 9. Oktober 1939 beantragte er die Aufnahme in die NSDAP und wurde zum 1. Februar 1940 aufgenommen (Mitgliedsnummer 7.467.795). Nach der Promotion am 2. Februar 1926 in Kiel und Habilitation in München 1940 (bei Claudius von Schwerin) beabsichtigte er eine Dozentur in Köln. Aufgrund der Einschätzung als politisch nicht zuverlässig durch den dortigen NS-Dozentenführer gelang dies nicht. Karl August Eckhardt ermöglichte ihm dagegen diese. So wirkte er von 1941 bis 1943 als Dozent für Deutsche Rechtsgeschichte an der Universität Bonn. Von 1943 bis 1946 war er Professor für Deutsche Rechtsgeschichte, Bürgerliches Recht und Handelsrecht an der Ernst-Moritz-Arndt-Universität Greifswald. Hier war er auch als nebenamtlicher Landgerichtsrat am Landgericht Greifswald tätig, 1944 als Oberlandesgerichtsrat am Oberlandesgericht Stettin.
Im Entnazifizierungsverfahren wurde er 1947 in die Kategorie V (leichtere Fälle) eingeordnet. 1948 wurde Rehfeldt Professor für bürgerliches Recht, Rechts-, besonders germanische Rechtsgeschichte an der Universität Köln, wo er schon nach dem Zweiten Weltkrieg als Gastprofessor und Vertretungsprofessor gearbeitet hatte. Rehfeldt war von 1957 bis 1959 Dekan und ab 1964 Senator an der Kölner Universität. Im Studienjahr 1962/63 war er Gastprofessor History of Private Law in Europe Tulane University in New Orleans, USA.
Neben der lehrenden Tätigkeit lagen seine Forschungsschwerpunkte vor allem in der Rechtsentstehung (bedeutende Arbeiten: Todesstrafen und Bekehrungsgeschichte (1942), Recht, Religion und Moral bei den frühen Germanen (1954), Saga und Lagsaga (1955)) sowie in der Verbindung von Rechtsgeschichte und allgemeiner Rechtslehre (bedeutende Arbeiten: Die Vergeistigung des Rechts (1950), Die Wurzeln des Rechts (1951)). Auch seine Schriften zum modernen Recht waren beeinflusst durch einen Zugang aus Historie und „allgemeinen Lehren“.
Rehfeldt war verheiratet mit der promovierten Juristin Elisabeth Rehfeldt, geb. Heveling.

## Schriften (Auswahl)
- Das ältere westgötische Rechtsbuch. Dissertation, 1926, Kiel
- Todesstrafen und Bekehrungsgeschichte. Zur Rechts- und Religionsgeschichte der germanischen Hinrichtungsgebräuche. Berlin 1942, OCLC 257463077.
- König, Volk und Gefolgschaft im nordischen Altertum. Kriegsvorträge der Rheinischen Friedrich-Wilhelms-Universität Bonn am Rhein. Heft 91, aus der Vortragsreihe: Führungsformen d. Völker. Bonn 1942, OCLC 30327603.
- Die Wurzeln des Rechtes. Berlin 1951, OCLC 883310554.
- Einführung in die Rechtswissenschaft. Grundfragen, Grundgedanken und Zusammenhänge. Berlin 1966, OCLC 443442788.
- Wertpapierrecht. Ein Studienbuch. München 1966, OCLC 919932595.